# Hydrotaea irritans
Hydrotaea irritans är en tvåvingeart som först beskrevs av Fallen 1823.  Hydrotaea irritans ingår i släktet Hydrotaea och familjen husflugor. Arten är reproducerande i Sverige. Inga underarter finns listade i Catalogue of Life.